# Robbins, Illinois
Robbins är en ort (village) i Cook County, i delstaten Illinois, USA. Enligt United States Census Bureau har orten en folkmängd på 5 359 invånare (2011) och en landarea på 3,8 km².